# Mouvement populaire togolais
Pour les articles homonymes, voir MPT.
Le Mouvement populaire togolais (MPT) est un parti politique au Togo.

## Histoire
Le parti a été fondé le 16 août 1954 à la suite d'une scission du Parti togolais du progrès provoquée par des divergences au sujet du limogeage de John Atayi. Le MPT obtient 1,4% des voix à 1955 aux Élections de l'assemblée territoriales au Togo français de 1955 (en), sans gagner de siège. Sa part de vote tombe à 0,3 % aux Élections parlementaires au Togo français de 1958 (en), échouant encore une fois pour l'obtention d'un siège.
Après le Coup d'État de 1963, le MPT était l'un des quatre parti qui formait l'Union et la Réconciliation nationale, une seule liste électorale pour contester par la suite les Élections générales togolaises de 1963 (en) de cette année, chaque partie détenant 14 sièges. Son chef Nicolas Grunitzky était le seul candidat à la présidentielle.